# Reychesta
Reychesta, właściwie José Alberto Collado – raper pochodzący z Dominikany, mieszkający obecnie w miejscu zwanym Corona w nowojorskiej dzielnicy Queens. Znany również pod pseudonimami El Arma Secreta lub Secret Weapon. Były członek zespołu Tres Coronas.

## Życiorys
W wieku pięciu lat rozpoczął naukę w szkole dla artystów scenicznych. Uczył się grać na pianinie, gitarze i saksofonie. Gdy miał sześć lat, odkryto u niego talent do śpiewania. Wszystko zmieniło się gdy trzy lata później razem z matką zamieszkał w Nowym Jorku. Chłopiec zainteresował się kulturą hip-hopową. W środowisku zaczął być nazywany Reychesta – od słów Rey (hiszp. król) i Chesta (częste określenie na tamtejszych, latynoskich raperów).
Po kilku latach rozpoczął pracę w hiszpańskojęzycznej stacji radiowej, gdzie próbował swoich sił we freestyle'u w porannej audycji. Tam zawierał nowe znajomości, by wreszcie wyjechać do Portoryko, gdzie zaczął nagrywać swoje piosenki i występować w klubach. Zwrócił na siebie uwagę jednego z najlepszych portorykańskich hiphopowców – DJ Playero, któremu bardzo spodobał się styl Reychesty. Producent przygotował dla niego kilka podkładów muzycznych i tak zaczęła się ich współpraca. Następnie Reychesta zawarł znajomość z kolejnym znanym raperem – Tempo. Ten uznał jego styl za unikatowy i zaprosił do współpracy przy piosence Narcotraficantes. Reychesta zdecydował na stałe związać się z hip-hopem i kontynuować swoją karierę w Nowym Jorku.
W 2001 roku wraz z kolumbijskimi raperami Roccą oraz P.N.O. założył zespół Tres Coronas. Mimo wspólnych projektów zdarzało się, że z powodu innych zajęć członków grupy Reychesta sam reprezentował ich na scenie. W tym czasie osobą Reychesty zainteresował się Boy Wonder, który przygotowywał nowy projekt z udziałem gwiazd latynoskiego hip-hopu – Chosen Few. Wonder uważał Reychestę za hiphopowca – poetę, który potrafi zobrazować to co chce przekazać słuchaczowi. Nieuzgadniany z resztą grupy występ rapera na płycie El Documental, doprowadził do konfliktu w zespole. Reychesta zdecydował się odejść z zespołu i skupić się na występach jako Reychesta Secret Weapon. W tym czasie często współpracuje ze znanym hiszpańskim piosenkarzem Alejandro Sanzem (m.in. remiks piosenki A la primera persona oraz duetem Wisin & Yandel tworzącym muzykę reggaeton.
W 2008 roku wychodzi jego pierwsza solowa płyta Las tres caras de la muerte. Reychesta mówi o niej, że nie jest o życiu na ulicy i o kobietach. Jest o moim dorastaniu, moich życiowych doświadczeniach. To sposób, żeby rozliczyć się z moim życiem i wyrazić moje przemyślenia o dobrych i złych stronach społeczeństwa.

## Dyskografia

### Płyty z Tres Coronas
- „Mixtape” (2002)
- „New York Mixtape” (2004)
- „Nuestra Cosa” (LP) (2005)

### Płyty Solowe
- „Las tres caras de la muerte ” (2008)